# Das Traumschiff: Chile und die Osterinseln
Das Traumschiff: Chile und die Osterinseln ist ein deutscher Fernsehfilm unter der Regie von Michael Steinke, der am 1. Januar 2002 im ZDF seine Premiere hatte. Es ist die 42. Folge der Fernsehreihe Das Traumschiff.

## Handlung
Als das Traumschiff in Valparaíso ablegen will, ist Dr. Schröder, der Schiffsarzt, nicht aufzufinden. Kapitän Paulsen bittet Beatrice, die Chefhostess, nach ihm zu suchen. Beatrice wird in einer Bar fündig. Dr. Schröder sitzt dort seelenruhig mit seinem Bekannten Richard Odenthal und ist so ins Gespräch vertieft, dass er nicht auf die Zeit geachtet hat. Beatrice ist von dem Weltenbummler Odenthal beeindruckt. Trickreich schmuggelt sich Odenthal kurz vor Abfahrt des Schiffes an Bord. Paulsen ist einverstanden, dass er eine Unterkunft im Mannschaftstrakt bewohnt. Er wird damit betraut, sich um den Weinkeller zu kümmern, wobei Beatrice ein wachsames Auge auf ihn werfen soll.
An Bord befindet sich auch Helga Berger mit ihrer Tochter Patricia und deren Freundin Nicola. Sie will ihrer Tochter zum 18. Geburtstag etwas Besonderes bieten und hat dafür diese Traumreise gebucht. Patricia soll an diesem besonderen Tag ihren Vater Johannes kennenlernen. Das soll das i-Tüpfelchen sein, Helga Berger will ihrer Tochter einen unvergesslichen Tag bereiten.
Janosch, ein ehemaliger Meisterdieb, der seinen „Beruf“ eigentlich an den Nagel gehängt hat, hat geplant, einen geruhsamen Urlaub auf dem Kreuzfahrtschiff zu verbringen. Nun begegnet er ausgerechnet dort seinem früheren jungen „Partner“ Sebastian, der inzwischen als Elektriker auf dem Schiff angeheuert hat. Janosch kann der Versuchung nicht widerstehen und setzt Sebastian unter Druck, ihm bei einem Coup zu helfen, bei dem er, wenn so gut wie alle auf Landurlaub sind, den Tresor leerräumen will. Sebastian soll dafür sorgen, dass der Strom kurz ausfällt. Das Unterfangen gelingt auch tatsächlich, wird aber später durch Sebastians clevere Freundin Angela doch noch vereitelt. Angela rückt auch Sebastian den Kopf zurecht, beteuert aber, dass sie zu ihm halten wird, und lässt ihn so ganz nebenbei wissen, dass sie ein Kind von ihm erwarte. Für Sebastian ist das eine wunderbare Nachricht und er verspricht Angela, dass er sich nie, nie wieder in eine solche Sache hineinziehen lasse.
Da Helga Berger sich den Fuß verstaucht hat, kann sie am Landgang nicht teilnehmen und so trifft es sich, dass Patricia und Nicola mit Johannes das Land erkunden. Beide wissen natürlich nicht, dass Patricia Johannes’ Tochter ist und Johannes nimmt fälschlicherweise an, dass Nicola seine Tochter sei. Johannes bittet Nicola sich neben den Moais, den rätselhaften Steindenkmälern, aufzustellen und erzählt den Mädchen dann etwas über die Geschichte der Insel, z. B., dass die Moais sehr wahrscheinlich von eingewanderten Polynesiern aus dem Vulkangestein der Insel gehauen und dann aufgestellt worden seien. Man nehme an, dass die Moais Bestandteil eines Totenkults waren; man habe bis heute rund 900 Figuren rund um die Insel, zumeist an der Küste, gefunden. Die drei besichtigen auch den Orongo-Kultplatz, den „Platz des Vogelmanns“, den geheimnisvollsten Ort der ganzen Insel. Als Patricia ein Foto von Johannes und ihrer Freundin Nicola machen will, rutscht sie unglücklich aus und kann sich nur mühsam an einem Felsvorsprung festhalten. Unter ihr gehts steil und tief abwärts. Johannes redet dem verängstigten Mädchen gut zu Ruhe zu bewahren und schafft es, sie wieder nach oben zu ziehen. Alle drei sind sehr erleichtert. Aus Dankbarkeit gibt ihm Patricia später einen Kuss. Als Nicola meint, „hey, das könnte dein Vater sein“ erwidert Patricia „ist er aber nicht, leider!“
Beatrice ist gemeinsam mit Richard Odenthal auf Landgang. Er führt sie auf ein Fest der Einheimischen und Beatrice ist begeistert. Richard betrachtet sie liebevoll. Als ihr Odenthal später mit einem uralten Jeep die schönsten Plätze der Insel zeigen will, macht der Wagen unterwegs schlapp. Später sitzen sie am Feuer und genießen ihre Zweisamkeit. Richard meint: „Es gibt Momente, die nur zu zweit schön sind“, worauf Beatrice trocken erwidert: „Dann ist es ja gut, dass ich mitgekommen bin“. Als sie anderentags eine Kupfermine besichtigen, erzählt Richard ihr, dass Chile zu den größten Kupferproduzenten der Welt gehöre. Sie fragt ihn, da sie ja immer noch davon ausgeht, dass er ein armer Schlucker ist, der sich mit Gelegenheitsjobs durchschlägt, ob er hier etwa um Arbeit nachsuchen wolle. Richard schaut sie bedeutungsvoll an und meint, „um es korrekt auszudrücken, ich bin hier der Boss“. Beatrice schaut ihn fassungslos an und meint, nachdem sie sich wieder einigermaßen gefasst hat, er habe sie also die ganze Zeit über auf den Arm genommen und sich über sie lustig gemacht. Er beteuert ihr glaubhaft, dass er sie für hilfsbereit, großzügig und humorvoll halte und sie eine wunderbare Frau sei. „Mal sehen, ob der reiche Exzentriker mir auch gefällt“, meint sie lächelnd.
Zurück an Bord freut Beatrice sich eigentlich auf einen gemeinsamen Abend mit Richard, wird vom Käpt’n aber benötigt, da das leere Schiff ganz überraschend von einem äußerst bedeutenden und einflussreichen Mann für einen romantischen Abend gechartert worden sei. Als sich Richard dann als dieser Mann herausstellt, sind der Käpt’n und der Doc erstmal perplex und dann sehr gespannt, wer diese Dame wohl ist, für die jemand sich so etwas einfallen lässt. Als Richard Odenthal auf Beatrice zugeht, gucken die beiden Männer ziemlich dumm aus der Wäsche. Für Beatrice und Richard wird es ein unvergesslicher Abend an Deck mit Musik und Tanz im  Kerzenschein und über ihnen der Sternenhimmel. Richard hat Beatrices Traum, von dem sie „dem armen Schlucker“ erzählt hat, wahr werden lassen. Als Richard Odenthal Beatrice anderentags in ihrer Hostessenuniform antrifft, weiß er, was das bedeutet und dass sie nicht mit ihm gehen wird.
Helga Berger macht Johannes indes Vorwürfe, dass er immer noch derselbe Charmeur wie früher sei und den beiden Mädchen den Kopf verdreht habe. Er versichert Helga glaubhaft, dass er keinesfalls mit den Mädchen geflirtet habe und ihn nur eine Frau interessiere, nämlich sie, und dass er sich sehr gut vorstellen könne mit ihr und der gemeinsamen Tochter eine Familie zu bilden. Am Geburtstagsabend klärt sich dann auch auf, dass Patricia seine Tochter ist und nicht Nicola. Patricia umarmt ihren Vater und erklärt lachend: „Jetzt hätte ich mich beinahe in meinen Vater verliebt“.
Beim Kapitänsdinner hält Kapitän Paulsen seine obligatorische Rede, fasst alle Ereignisse der vergangenen gemeinsamen Zeit noch einmal zusammen, alle Probleme sind gelöst und man prostet sich fröhlich zu.

## Hintergrund
Chile ist ein Staat im Südwesten Südamerikas. Das Land grenzt im Westen und Süden an den Pazifischen Ozean, im Norden an Peru und im Osten an Argentinien sowie an den Atlantischen Ozean. Zum Staatsgebiet zählt die im Pazifik gelegene Osterinsel (Rapa Nui). Auf der Osterinsel leben rund 5.000 Polynesier (Rapanui). Die Osterinsel ist besonders aus archäologischer Sicht sehr interessant. Der Nationalpark Rapa Nui auf der Osterinsel gehört mit zu den bekanntesten Nationalparks in Chile. Zwischen der Küste und der westlichen Anden-Hauptkette erstreckt sich die Atacamawüste. Die Wüste war in der Vergangenheit für ihre großen Salpetervorkommen bekannt, während dort heute vor allem Kupfer gefördert wird. In Chuquicamata in der Atacama-Wüste im Norden Chiles, befindet sich der größte Kupfertagebau der Welt.